# Мюррей, Джон Кортни
Джон Кортни Мюррей (англ. John Courtney Murray; 12 сентября 1904, Нью-Йорк, Нью-Йорк — 16 августа 1967, Нью-Йорк, Нью-Йорк) — американский теолог, католический священник из монашеского ордена иезуитов, известный своими попытками примирить католицизм и религиозный плюрализм; уделял в своих работах особое внимание религиозным свободам и их связи с институтами демократического государства. Во время Второго Ватиканского собора сыграл ключевую роль в убеждении епископов по принятию соборной декларации Dignitatis Humanae.

## Биография
Вступил в Орден иезуитов в 1920 году, до этого обучаясь в иезуитской школе в Манхэттене; впоследствии учился в колледжах Бостона и Вудстока. По завершении обучения в 1927 году уехал на Филиппины преподавать латынь, вернулся в США в 1930 году. Священником стал в 1933 году, затем дополнительно обучался в Риме и через три года в 1936 году стал сотрудником теологического факультета колледжа Вудстока, а с 1941 года возглавил редакцию журнала «Theological Studies» (Теологические исследования), совмещая обе должности до конца жизни. За год до смерти стал директором института Джона ла Фаржа.
С конца 1940-х годов Джон Мюррей занимался вопросами деятельности Католической церкви в условиях государства с развитым демократическим плюрализмом. Он был противником какой бы то ни было цензуры со стороны Святого Престола, а единственным возможным средством проповедования христианских ценностей считал мирное убеждение. Многие его письма по этим темам сначала появились в «Theological Studies» — ежеквартального журнала, издаваемого Колледжем Вудстока, редактором которого Мюррей стал в 1941 году.
К середине 1950-х годов Джон Мюррей своей деятельностью вызвал отрицательную реакцию Святого Престола. Многие его статьи были запрещены к публикации, однако через несколько лет он получил поддержку от Джона Кеннеди, избранного президентом США. В своей деятельности Джон Мюррей стремился доказать, что существующий в стране в США плюрализм идёт только на пользу распространению католицизма.
В 1965 году принял участие во Втором Ватиканском соборе, где стал основным инициатором принятия декларации Dignitatis Humanae.
Умер 16 августа 1967 года.